# Завольский, Виктор Игоревич
Ви́ктор И́горевич Заво́льский (28 июля 1990, Куйбышев) — российский гребец-байдарочник, выступает за сборную России с 2008 года. Серебряный и бронзовый призёр чемпионатов мира, многократный победитель национальных и молодёжных регат. На соревнованиях представляет Самарскую область, мастер спорта международного класса.

## Биография
Виктор Завольский родился 28 июля 1990 года в Куйбышеве. В детстве в течение шести лет ходил в секцию дзюдо, тренировался в местном клубе «Олимп», однако в конечном счёте сделал выбор в пользу гребли, поскольку гребная база находилась неподалёку. Активно заниматься греблей на байдарке начал в 2003 году, проходил подготовку под руководством собственного отца И. В. Завольского, позже поступил в школу высшего спортивного мастерства № 1 и тренировался у таких специалистов как А. В. Милеев и С. Э. Аракчеев. По юниорам участвовал в чемпионате Европы, заняв четвёртое место. Начиная с 2008 года начал попадать в основной состав российской национальной сборной.
Первого серьёзного успеха на взрослом уровне добился в 2009 году, когда завоевал золотую медаль на чемпионате России, побывал на взрослом первенстве Европы в немецком Бранденбурге и впервые сумел пробиться в финал взрослого чемпионата мира, проходившего в канадском Дартмуте. Год спустя защитил чемпионское звание на всероссийских соревнованиях, несколько раз попал в финал на этапах Кубка мира и благодаря череде удачных выступлений удостоился права защищать честь страны на первенстве мира в польской Познани. В команде, куда также вошли гребцы Александр Николаев, Александр Дьяченко и Евгений Салахов, выиграл бронзовую медаль в эстафете 4 × 200 м. Кроме того, финишировал пятым в личном зачёте байдарочников.
В 2011 году Завольский вновь представлял Россию на чемпионате мира в составе эстафетной команды, на соревнованиях в венгерском Сегеде на сей раз взял серебро, при этом его партнёрами были Дьяченко, Салахов и Михаил Тамонов. Сезон 2012 года провёл в основном на молодёжных регатах, в частности, в зачёте байдарок-одиночек на дистанции 200 метров одержал победу на молодёжном чемпионате Европы. На чемпионате России 2013 года в паре с Виктором Андрюшкиным участвовал в двухсотметровых заездах двоек, но финишировал лишь третьим. За свои спортивные достижения удостоен звания мастера спорта международного класса.
Имеет высшее образование, окончил Поволжскую государственную социально-гуманитарную академию.